# Charles-Émile-Callande de Champmartin

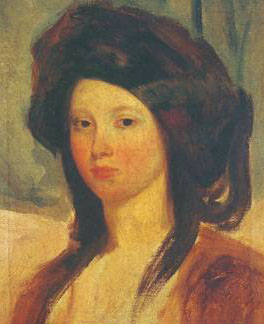
Juliette Drouet

Charles-Émile-Callande de Champmartin (Bourges, 2 marzo 1797 – La Neuville-en-Hez, 15 luglio 1883) è stato un pittore francese.

## Biografia
Figlio di una coppia di proprietari terrieri, Jean Callande e Gabrielle Lemonnier, iniziò a esporre al Salon dal 1819.
Champmartin deve la sua fama ai numerosi ritratti e a opere religiose, che egli trattò con un tocco di sensibilità romantica.

Fu amico e allievo di Eugène Delacroix del quale, nel 1840, fece il ritratto, oggi visibile al Museo Carnavalet.

Un ritratto di Eugène Sue si trova al Museo Magnin di Digione con altre tre sue tele.

Cinque suoi quadri sono presenti al Louvre e altri quattro al Museo nazionale dei Castelli di Versailles e del Trianon, fra i quali un ritratto del maresciallo Bertrand Clausel.

## Opere
- 1826:  "Il massacro dei giannizzeri".
- 1833:  "Ritratto di Jacques de Fitz-James, duca di Berwick, maresciallo di Francia (1671-1734)", Colmar, Palazzo della prefettura dell'Alto Reno, per il Museo storico di Versailles.
- 1834:  "Ritratto du Charles de Sainte-Maure, Duca de Montausier (1610-1690)", Parigi, Ministero delle Finanze.
- 1835:  "Ritratto di Louigi di Borbone, conte di Soissons (1604-1641)", Museo nazionale del castello e dei Trianon. Versailles.
- 1835:  "Ritratto di Bertrand, conte di Clausel, maresciallo di Francia, Museo nazionale del castello e dei Trianon, Versailles.
- 1840:  "Ritratto di Paul Emile Botta",  Parigi, Louvre.
- 1840:  "Ritratto di Henriquel-Dupont" (1797-1892), Museo nazionale del castello e dei Trianon.  Versailles.
- 1840:  "Ritratto di Emile Deschamps",  Parigi, Louvre.
- 1842:  "Romolo e Remo",  Parigi, Louvre.
- 1844:  "Lasciate che i bambini vengano a me", Parigi, Louvre.
- 18...: "La strage degli Innocenti", Parigi, Louvre.
- 18...: "Ritratto di Lizinska de Mirbel" (1796–1849),  Museo nazionale del castello e dei Trianon. Versailles.
- 18...: "Ritratto di Eugène Sue", Museo nazionale Magnin, Digione.

## Galleria d'immagini

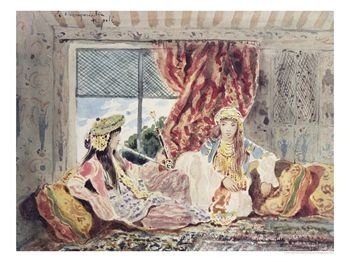
Un Harem a Tripoli
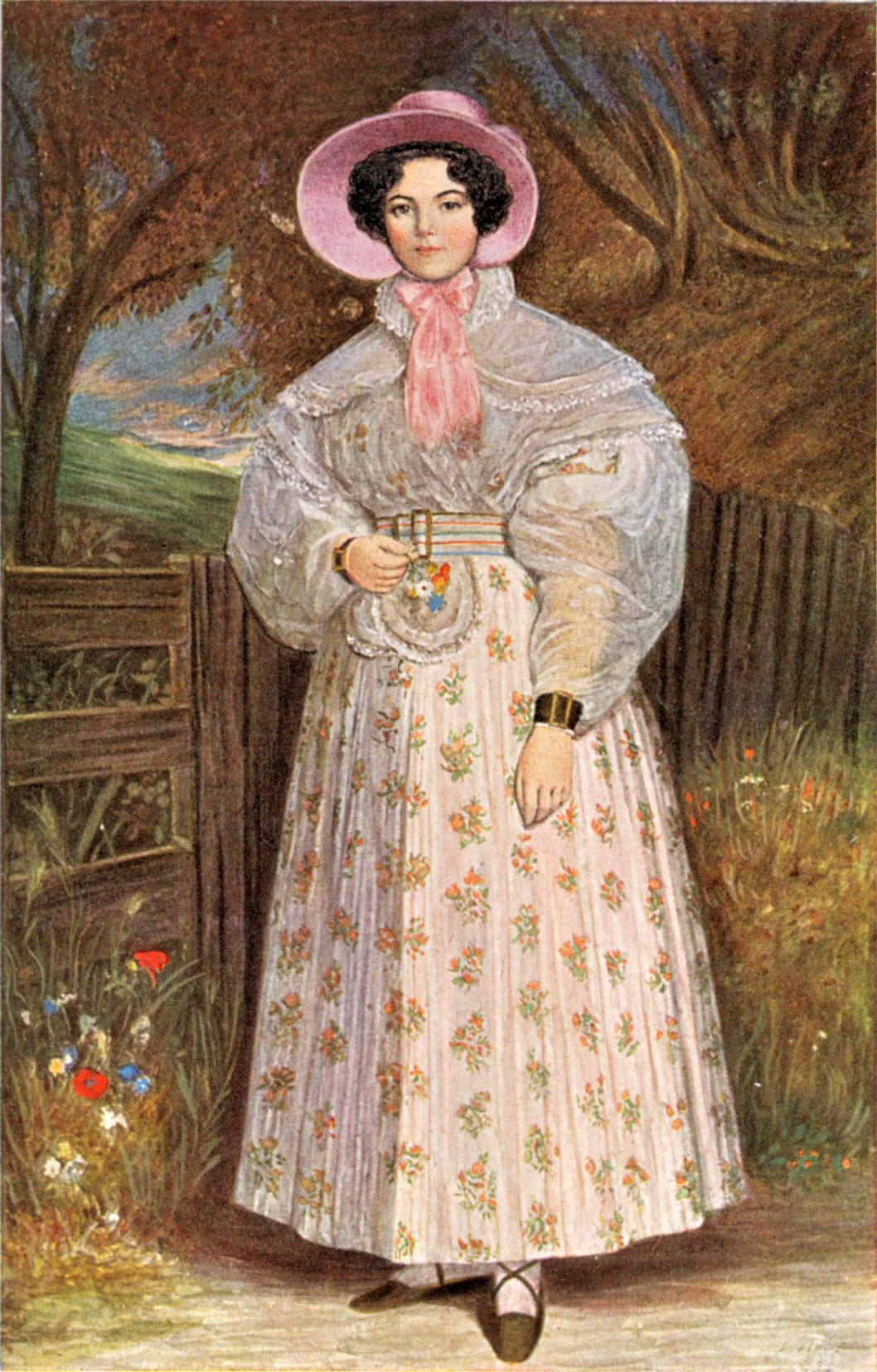
Madame de Mirbel